# Ibel Ahidazan
Ibel Ahidazan (Lione, 19 agosto 1996) è un giocatore di football americano francese, che  gioca come defensive back per gli Helvetic Mercenaries.
Ha iniziato a giocare per i Falcons de Bron-Villeurbanne, per poi trasferirsi in Canada - dove ha militato in 3 squadre universitarie. È successivamente tornato in Francia ai Falcons per una stagione, per trasferirsi in seguito ai turchi Yeditepe Eagles (ma il campionato turco è stato annullato dopo una sola giornata a causa della pandemia di COVID-19), nuovamente in Francia ai Grizzlys Catalans, ai tedeschi Berlin Adler e infine ai Paris Musketeers. Dal 2024 gioca per gli Helvetic Mercenaries.
Ha 3 parenti che giocano a football americano: i fratelli Armel e Maxe e il cugino Jason Aguemon.

## Palmarès
- 1 Casque d'Or (Falcons de Bron-Villeurbanne, 2016)